# Tetjana Lytowtschenko
Tetjana Lytowtschenko (ukrainisch Тетяна Литовченко, engl. Transkription Tetyana Lytovchenko; * 29. Januar oder 3. März 1982) ist eine ehemalige ukrainische Biathletin.

## Leben
Tetjana Lytowtschenko bestritt den Großteil ihrer internationalen Karriere im Juniorinnenbereich. Bei den Biathlon-Europameisterschaften 2001 in Haute-Maurienne wurde sie 24. des Einzels, 39. des Sprints, 32. der Verfolgung und Siebte mit der ukrainischen Staffel. Wenig später lief sie auch bei den Biathlon-Juniorenweltmeisterschaften 2001 in Chanty-Mansijsk und belegte die Ränge 33 im Sprint, 23 in Verfolgung und Einzel sowie zehn mit der Staffel. Es folgten im Jahr darauf die Biathlon-Juniorenweltmeisterschaften 2002 in Ridnaun, bei denen sie 20. des Einzels, 27. des Sprints, 29. der Verfolgung und Elfte im Staffelrennen wurde. Kurz darauf nahm sie auch wieder an den Juniorinnenrennen der Biathlon-Europameisterschaften 2002 teil, wo sie in Kontiolahti 22. des Sprints und 15. der Verfolgung wurde. Im Einzel wurde sie Zehnte, mit der Staffel Sechste. 2003 nahm Litovchenko in Kościelisko zum dritten und letzten Mal bei Juniorenweltmeisterschaften teil, wo sie 22. des Einzels, 25. des Sprints und Elfte mit der Staffel wurde. Im weiteren Jahresverlauf folgten die Juniorinnenrennen der Sommerbiathlon-Weltmeisterschaften 2003 in Forni Avoltri. Lytowtschenko verpasste als Zehnte des Sprints noch die Medaillenränge. Im anschließenden Verfolgungsrennen musste sie sich nur noch Switlana Krikontschuk geschlagen geben und gewann die Silbermedaille. Im Massenstartrennen folgte der Gewinn des Titels. Mit Ljudmyla Pyssarenko und Switlana Krikontschuk gewann sie zudem Silber hinter der russischen Vertretung im Staffelrennen.
Ihr internationales Debüt bei einer internationalen Meisterschaft der Frauen gab Lytowtschenko schon früh in ihrer Karriere. Sie gewann sie bei den Sommerbiathlon-Weltmeisterschaften 1999 in Minsk an der Seite von Oksana Hlowa, Oksana Jakowljewa und Iryna Merkuschina die Bronzemedaille im Staffelrennen. 2002 gewann sie in Jamrozowa Polana als Startläuferin an der Seite von Olena Demydenko, Ljudmyla Sahajdak und Olena Subrylowa erneut Staffel-Bronze. In Oberhof bestritt sie 2003 ihr Debüt im Biathlon-Weltcup und wurde 76. eines Sprints. Wenig später erreichte sie mit einem 58. Platz in einem Einzel in Antholz ihr bestes Ergebnis in der höchsten internationalen Rennserie des Biathlonsports. In Ridnaun gewann sie früh in der Saison 2003/04 des Europacups mit Platz 25 in einem Sprint und 24 in einem Verfolgungsrennen Punkte im Biathlon-Europacup.

## Biathlon-Weltcup-Platzierungen
Die Tabelle zeigt alle Platzierungen (je nach Austragungsjahr einschließlich Olympische Spiele und Weltmeisterschaften).
- 1.–3. Platz: Anzahl der Podiumsplatzierungen
- Top 10: Anzahl der Platzierungen unter den ersten zehn (einschließlich Podium)
- Punkteränge: Anzahl der Platzierungen innerhalb der Punkteränge (einschließlich Podium und Top 10)
- Starts: Anzahl gelaufener Rennen in der jeweiligen Disziplin

| Platzierung         | Einzel | Sprint | Verfolgung | Massenstart | Staffel | Gesamt |
| ------------------- | ------ | ------ | ---------- | ----------- | ------- | ------ |
| 1. Platz            |        |        |            |             |         |        |
| 2. Platz            |        |        |            |             |         |        |
| 3. Platz            |        |        |            |             |         |        |
| Top 10              |        |        |            |             |         |        |
| Punkteränge         |        |        |            |             |         |        |
| Starts              | 1      | 4      |            |             |         | 5      |
| Stand: Karriereende |        |        |            |             |         |        |